# プリンセスタワー
プリンセスタワー(Princess Tower)は、 アラブ首長国連邦・ドバイのドバイマリーナにある超高層マンション。住宅専用の建造物としては竣工から2015年までは世界で最も高い超高層ビルであったが、2015年12月23日にアメリカ合衆国・ニューヨークのマンハッタンにある432 パーク・アベニュー (425.5m)に追い抜かれた。

## 概要
高さ414m、107階建てである。当時超高層マンションとして世界で最も高かったザ・トーチ（通りを挟んで向かい側）を追い抜き、竣工時点で世界で最も高い超高層マンションになった。ただし前述のとおり、2017年3月現在の世界で最も高い超高層マンションは432 パーク・アベニューであり、プリンセスタワーは2番目となった。また、ドバイではブルジュ・ハリファ (828m)、マリーナ101 (426.5m)に次いで3番目に高い超高層ビルである。